# أوستيكا

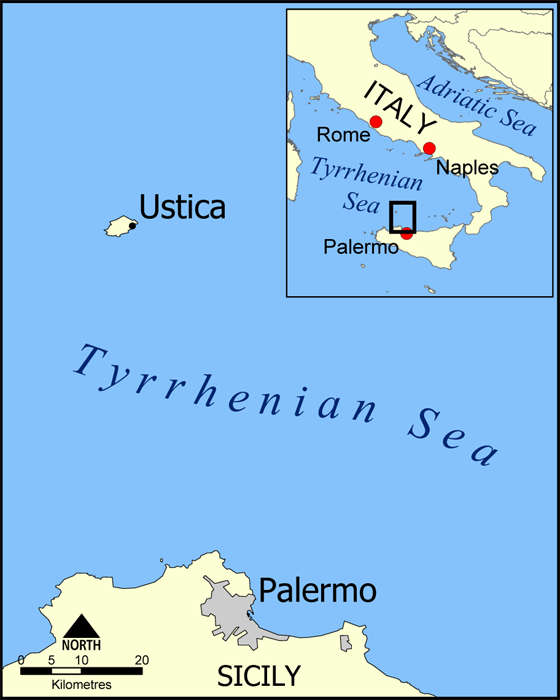
موقع جزيرة أشتقة من إيطاليا ومن صقلية

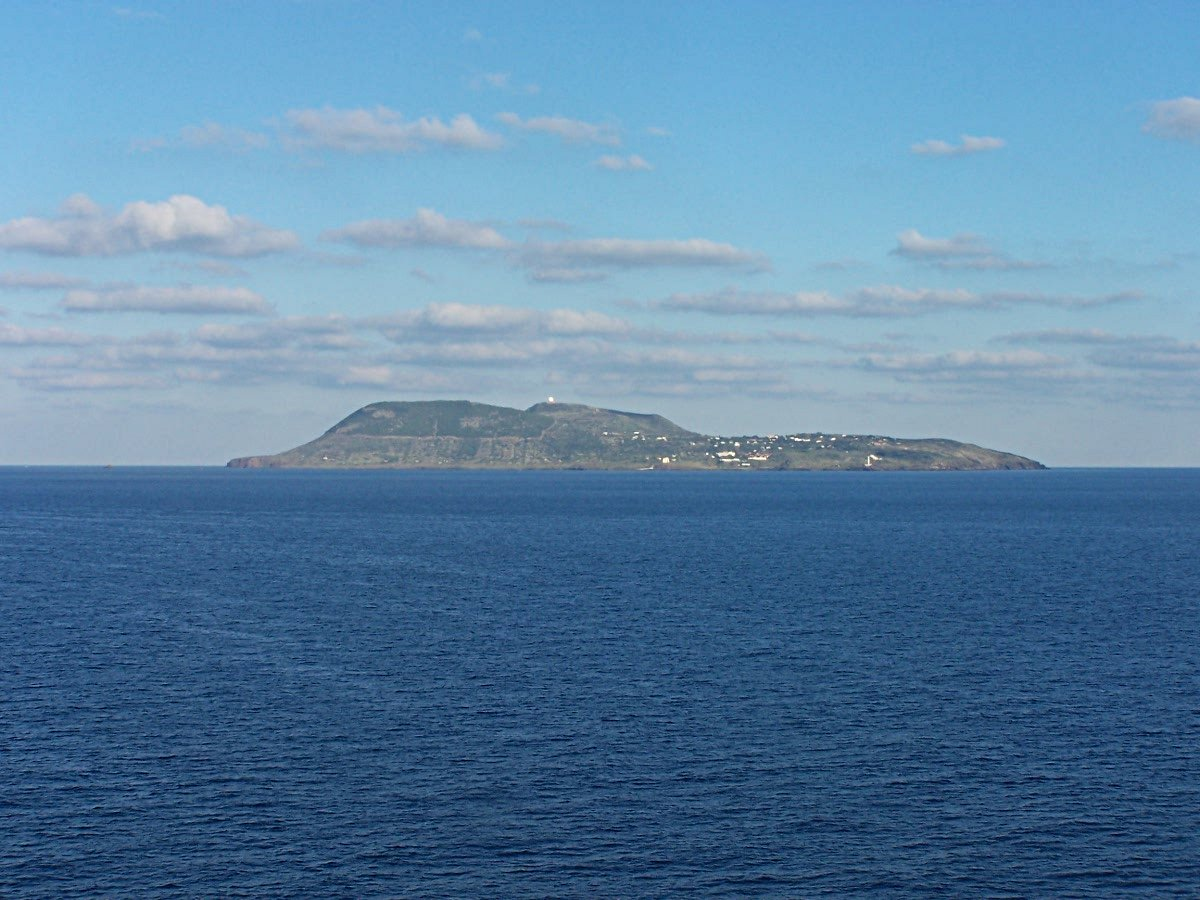
جزيرة أشتقة كما تُرى من البحر

أوستيكا (بالإيطالية: Ustica) أو أُشْتِقَة (من اللاتينية: Ustica أي المحروقة، نظراً للون صخورها السوداء) إحدى الجزر الإيطالية، تقع شمال شرق جزيرة صقلية، وهي تابعة لمقاطعة بلرم.

## السكان
في سنة 1861 بلغ عدد السكان 2٬382 نسمة، وتطور العدد ليصل في سنة 2011 لـ 1٬287 نسمة.
يظهر هذا المخطط البياني تطور النمو السكاني لـ أوستيكا

## معرض صور

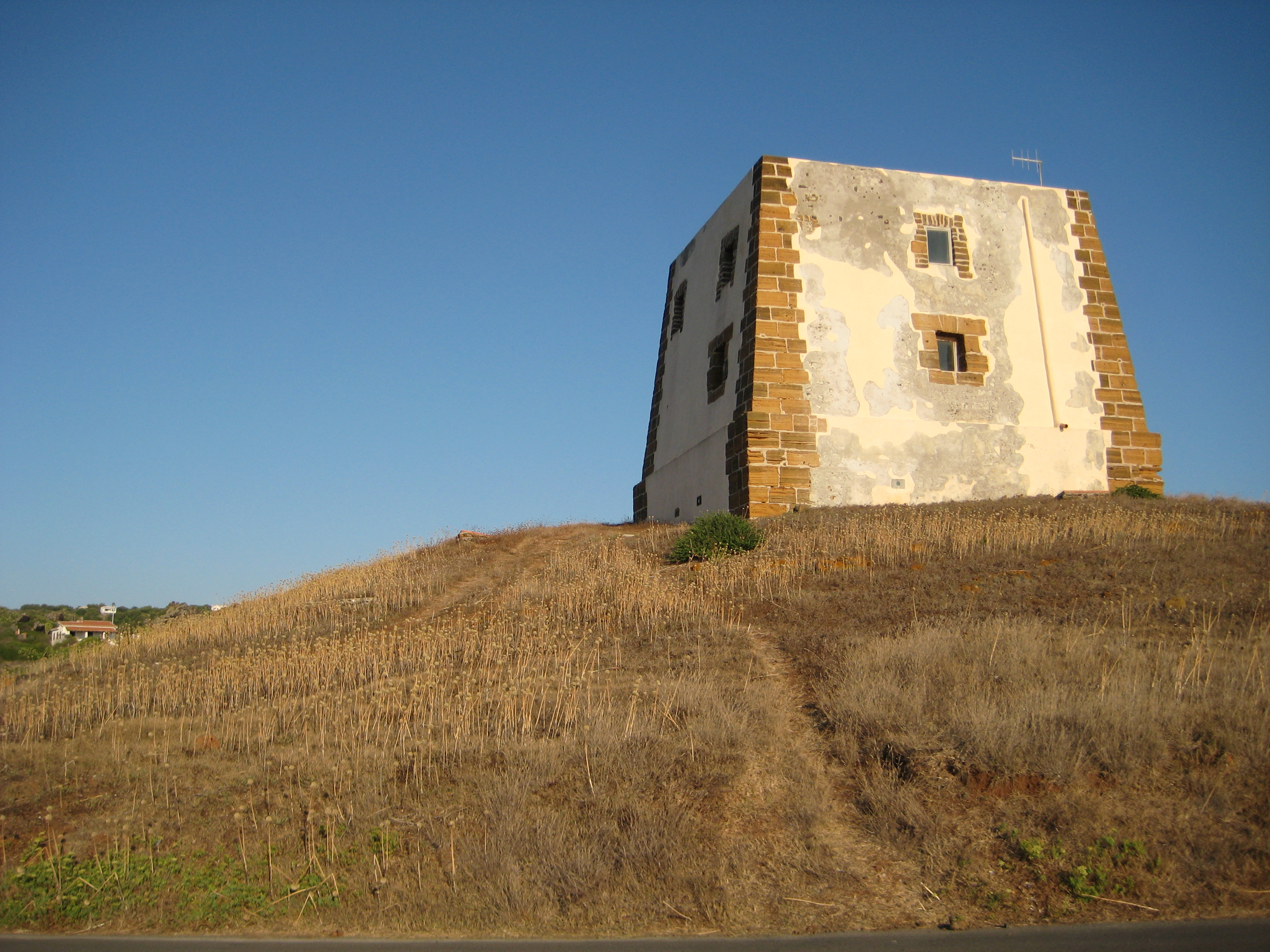
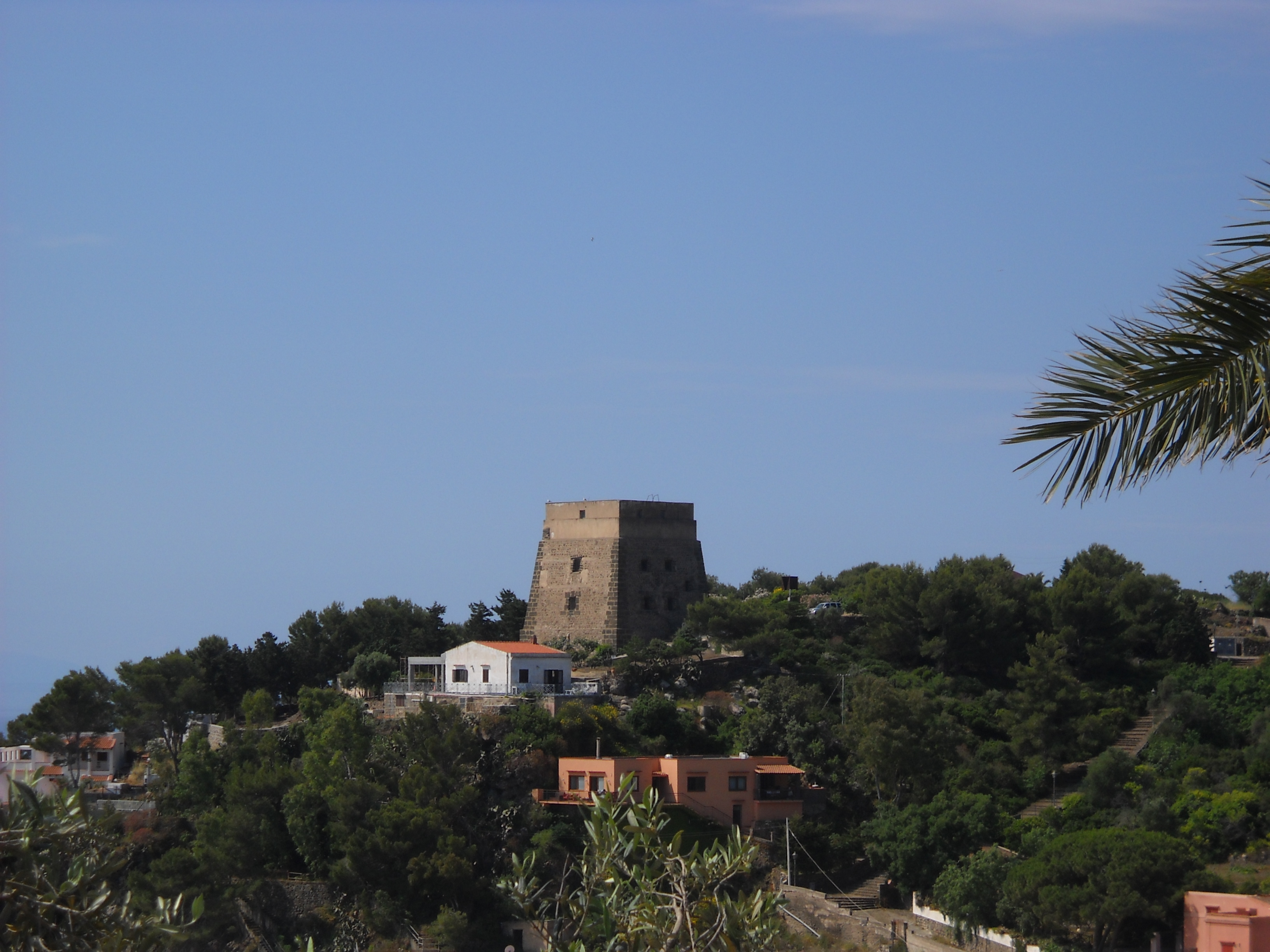
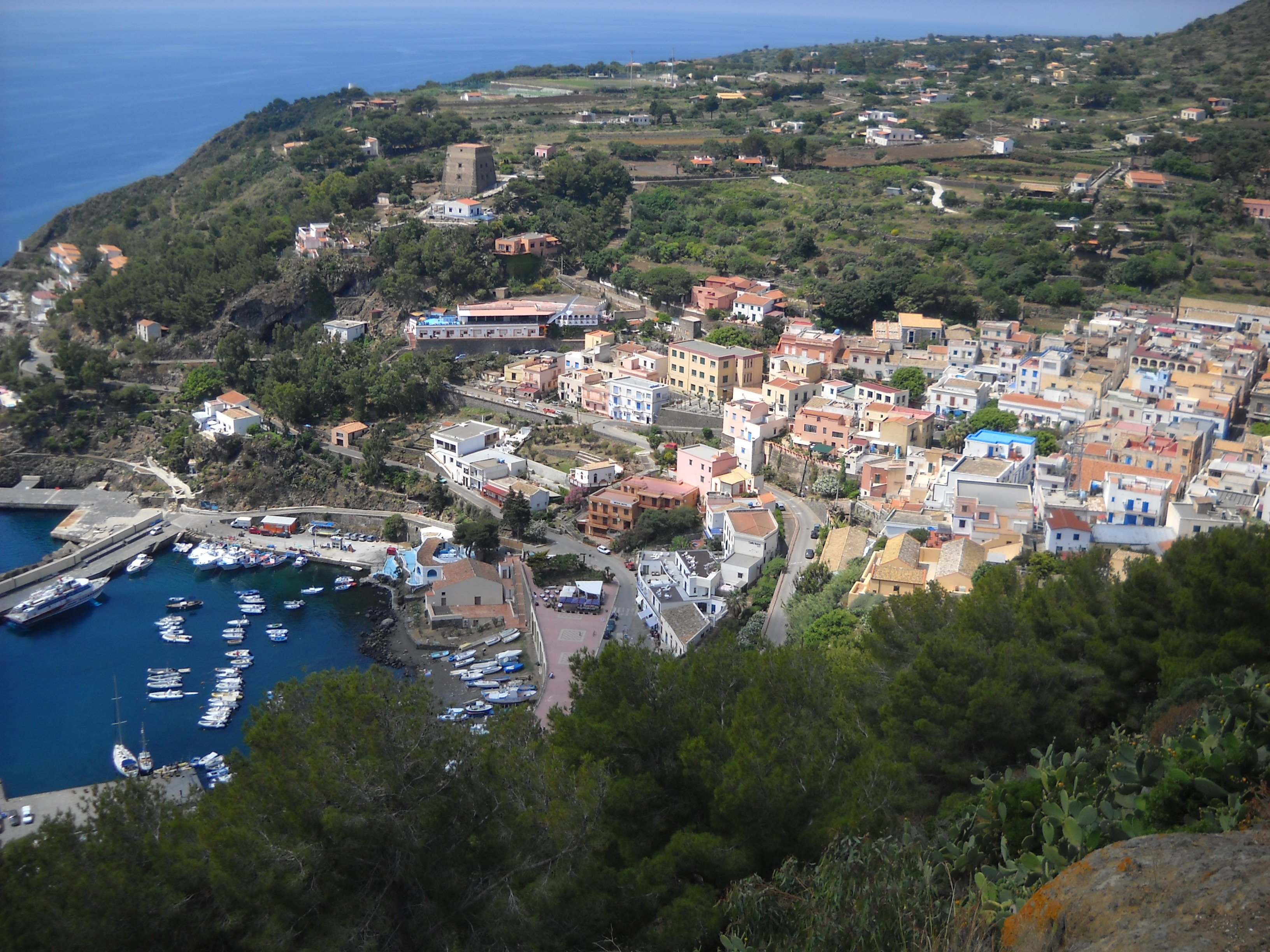
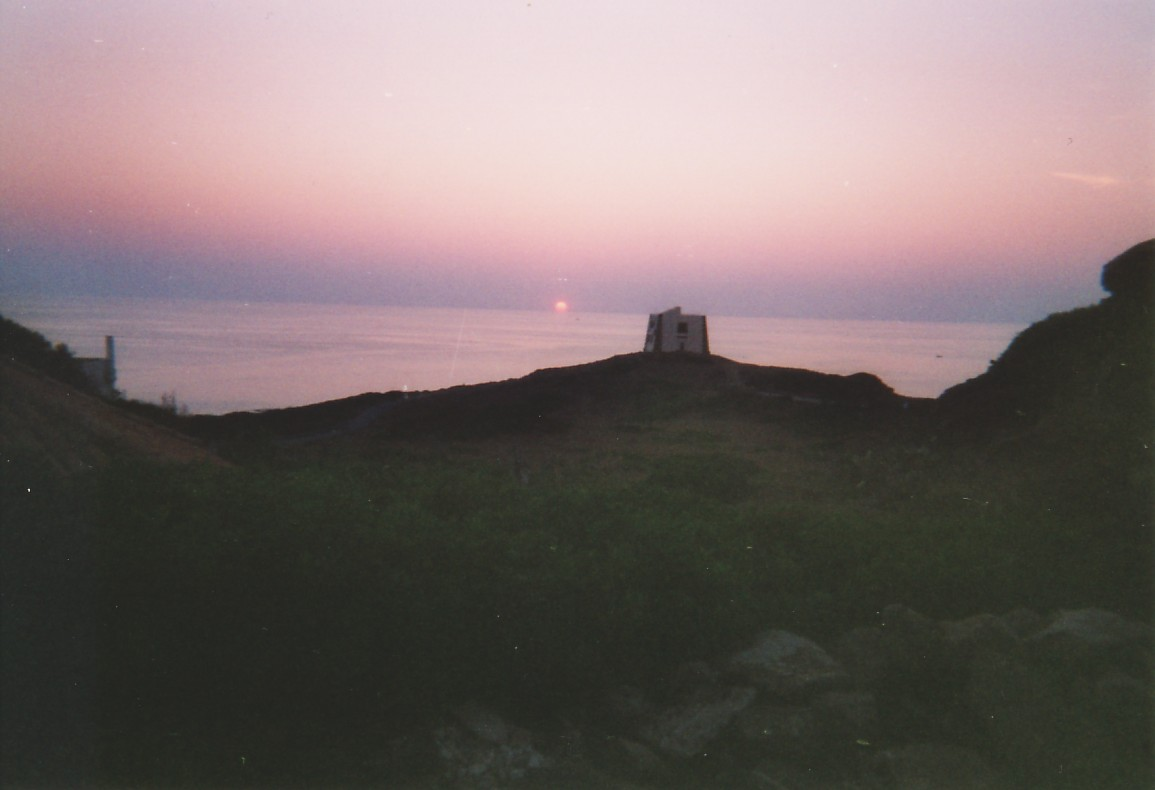
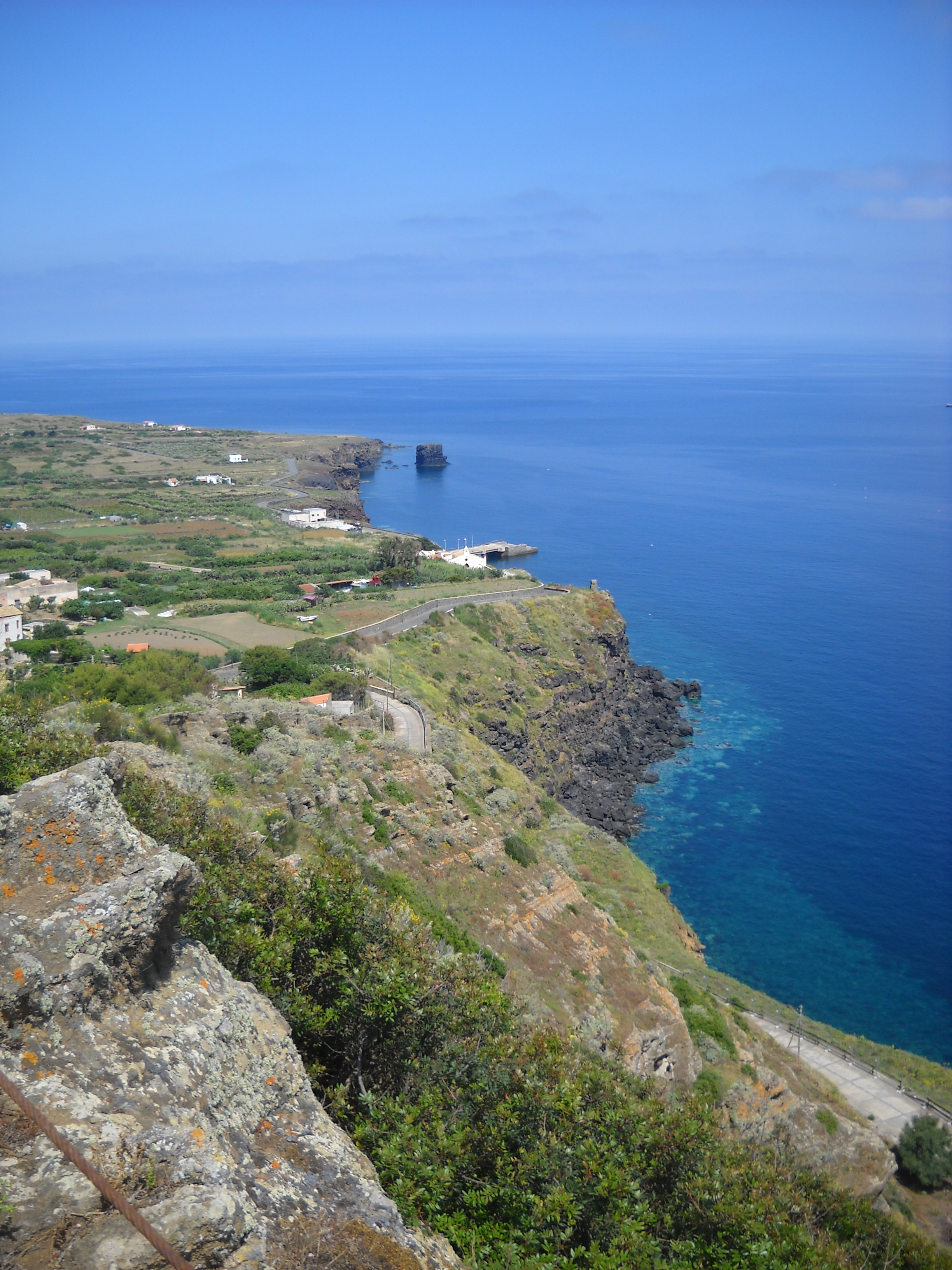